# Zdzisław Balicki
Zdzisław Franciszek Balicki (ur. 27 października 1930 w Niemenczynie, zm. 16 maja 1995 we Wrocławiu) – polski ekonomista, dziennikarz i polityk komunistyczny, poseł na Sejm PRL IV, V, VI, VII i IX kadencji.

## Życiorys
Syn Franciszka i Walerii. Uzyskał tytuł zawodowy magistra ekonomii w 1961, absolwent Wydziału Ekonomiki Przemysłu Wyższej Szkoły Ekonomicznej we Wrocławiu. W latach 1946–1948 członek Związku Walki Młodych, a następnie do 1953 Związku Młodzieży Polskiej w Kaliszu. W latach 1950–1951 pracował jako kierownik personalny w Gminnej Spółdzielni w Koźminku, a od 1953 do 1954 był kierownikiem finansowym w Urzędzie Gminnym w Koźminku. W latach 1973–1980 redaktor naczelny wrocławskiego dziennika „Gazeta Robotnicza”, ponownie na tym stanowisku w latach 1981–1983. Przewodniczący Komitetu do spraw Radia i Telewizji „Polskie Radio i Telewizja” od 25 września 1980 do 7 lipca 1981. Był członkiem prezydium zarządu głównego Stowarzyszenia Dziennikarzy PRL.
W 1952 wstąpił do Polskiej Zjednoczonej Partii Robotniczej. W strukturach terenowych był instruktorem propagandy wydziału propagandy Komitetu Powiatowego w Dzierżoniowie (1955–1956), a następnie do 1957 kierownikiem wydziału, a od 1957 do 1958 sekretarzem propagandy. Obejmował kolejno funkcję I sekretarza KP PZPR w Lubaniu (1958–1962), Jeleniej Górze (1962–1963) i komitetu miasta i powiatu w Wałbrzychu (1964–1973).
Potem I sekretarz KP w Lubaniu Śląskim i Jeleniej Górze (do 1963). W latach 1963–1964 kierownik wydziału organizacyjnego Komitetu Wojewódzkiego PZPR we Wrocławiu, następnie (do 1973) I sekretarz Komitetu Miejskiego i Powiatowego PZPR w Wałbrzychu. W KW we Wrocławiu w 1957 został członkiem, a w 1965 członkiem egzekutywy. Ponadto pełnił funkcję kierownika wydziału organizacyjnego KW (1963–1964) i I sekretarza (1983–1989). W Komitecie Centralnym był zastępcą członka (1980–1981), członkiem (1986–1990), sekretarzem (1989–1990) oraz zastępcą członka Biura Politycznego KC (1988–1990).
Pełnił mandat poselski na Sejm PRL IV, V, VI, VII i IX kadencji w latach 1965–1980 i 1985–1989.

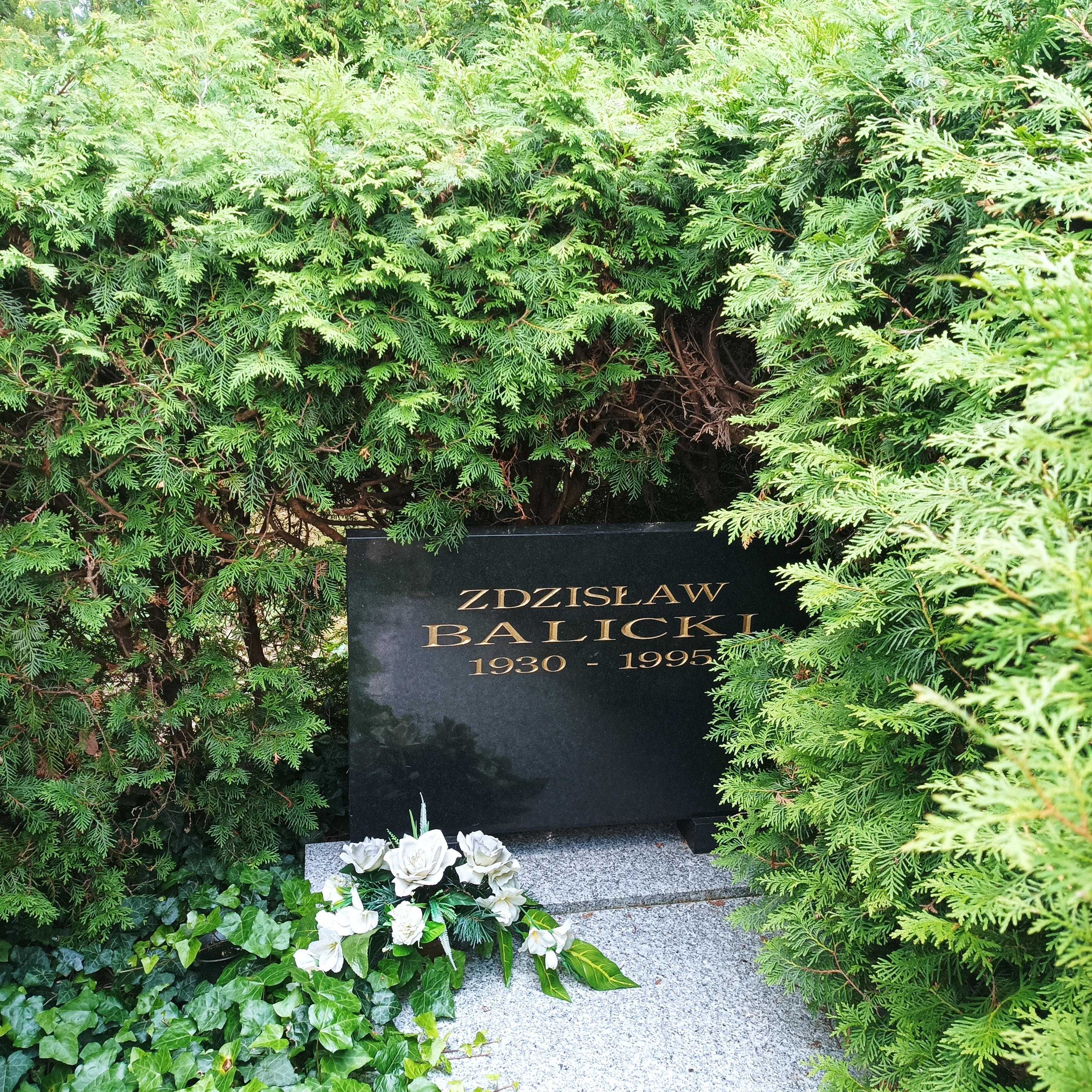
Grób Zdzisława Balickiego na Cmentarzu Osobowickim we Wrocławiu

Pochowany na Cmentarzu Osobowickim.

## Odznaczenia
- Order Sztandaru Pracy II klasy[2]
- Krzyż Oficerski Orderu Odrodzenia Polski
- Złoty Krzyż Zasługi[3]
- Odznaka 1000-lecia Państwa Polskiego (1966)[4]